# إسحاق حوفي
إسحاق حوفي (بالعبرية: יצחק חופי‏) هو عسكري إسرئيلي عمل مديرا لجهاز المخابرات الإسرائيلي الموساد بين 1974 و 1982.
ولد إسحاق حوفي سنة 1927 في تل أبيب. خدم في البلماح من سنة 1944 حتى نهاية حرب 1948. عين نائب قائد وحدة المظليين في سنة 1956 خلال العدوان الثلاثي. عمل بعد ذلك قائد مدرسة الضباط العسكريين ومن ثم رئيس قسم العمليات في هيئة الاركان العامة خلال حرب 1967، ورئيس قسم الإرشاد وقائد لواء الشمال أثناء حرب 1973. عُين بعد انتهاء الحرب رئيسا لقسم العمليات العسكرية وقائما بأعمال رئيس الاركان العامة بعد استقالة دافيد إلعازار من رئاسة الاركان. عين سنة 1974 رئيسا للموساد وكان يحظى بإعجاب مناحيم بيغين رئيس الوزراء الإسرائيلي.
اهتم إسحاق حوفي بتوثيق العلاقات مع حزب الكتائب اللبناني  وكان من بين المعارضين لضرب المفاعل الذري العراقي (تموز)، رغم أنه اظهر موافقته على العملية فيما بعد كمحاولة لتصحيح ما اعتبره خطأ في تفكيره. توجه نحو الأعمال بعد تركه العمل السياسي والامني فعين مديرا عاما لشركة الكهرباء. عاد لينخرط في العمل السياسي لفترة وجيزة من صيف 1994 حتى نهاية 1995 ضمن حركة الطريق الثالث التي تمكنت من الوصول إلى الكنيست ولكن حوفي لم يكن عضوا فيه. دب الخلاف بين افراد الحزب الذي فقد من قوته وخسر مقاعده في انتخابات الكنيست الخامسة عشرة.